# Sant Joan Baptista de Vilanova d'Escornalbou
Sant Joan Baptista de Vilanova d'Escornalbou és una església de Vilanova d'Escornalbou (Baix Camp) protegida com a bé cultural d'interès local

## Descripció
L'edifici, de paredat, té reforços de carreus, d'una nau amb capelles comunicades i absis poligonal. Té volta de canó amb obertures a la nau, i de canó a les capelles i una façana lateral, molt senzilla. Una capella té un amb reixat renaixentista. La porta de fusta de la sagristia de la capella, té guarniments de tradició mudèjar i portes d'armari d'estil renaixentista popular. La torre de campanar és als peus, amb reforços de carreus als angles. Entre els contraforts s'observen, a la part superior, les espitlleres bastides per defensar l'accés a la vila, al segle xix, durant les guerres carlines.

## Història
Conjunt renaixentista, construït sobre una altra església del segle anterior, que data al voltant del mil sis-cents. El 1745 encara s'estava edificant la sagristia, i el 1751 l'església de Vilanova era sufragània de la parròquia de Riudecanyes. El 1787 Vilanova d'Escornalbou consta ja com a parròquia. Es conserven encara alguns fragments de l'antiga creu processional, que datava del segle xv, feta d'argent repujat i daurat amb medallons esmaltats, i que va ser parcialment destruïda el 1936. També es conserven part dels quadres del retaule, salvats pel Comitè Revolucionari, retirats del culte, i dues teles en mal estat.